# Unaloto Feao
Unaloto Feao (sinh 16 tháng 1 năm 1982) ở Tonga. Anh chơi ở vị trí tiền vệ cho đội Navutoka ở giải Tonga Major League. Anh cũng chơi cho đội tuyển quốc gia tại Vòng sơ loại World Cup 2014 khu vực Châu Đại Dương.